# MFK Dolný Kubín
Mestký futbalový klub Dolný Kubín w skrócie MFK Dolný Kubín – słowacki klub piłkarski, grający w trzeciej lidze słowackiej, mający siedzibę w mieście Dolný Kubín.

## Historia
Klub został założony w 1920 roku jako ŠK Dolný Kubín. W sezonie 2008/2009 klub wywalczył swój historyczny awans do drugiej ligi słowackiej.

## Historyczne nazwy
- 1920 – ŠK Dolný Kubín (Športový klub Dolný Kubín)
- 1948 – JTO Sokol EP Dolný Kubín (Jednotná telovýchovná organizácia SokolElektro-Praga Dolný Kubín)
- 1953 – DŠO Spartak SEZ Dolný Kubín (Dobrovoľná športová organizácia Spartak Slovenské elektrotechnické závody Dolný Kubín)
- 195? – fuzja z ČH Dolný Kubín, w wyniku czego powstał TJ Spartak SEZ Dolný Kubín (Telovýchovná jednota Spartak Slovenské elektrotechnické závody Dolný Kubín)
- 1963 – TJ Dynamo Dolný Kubín (Telovýchovná jednota Dynamo Dolný Kubín)
- 1987 – TJ Dynamo ZZO Dolný Kubín (Telovýchovná jednota Dynamo Združenie závodov a organizácií Dolný Kubín)
- 1992 – ŠK SEZ Dolný Kubín (Športový klub Slovenské elektrotechnické závody Dolný Kubín)
- 199? – MFK Dynamo Dolný Kubín (Mestský futbalový klub Dynamo Dolný Kubín)
- 2010 – MFK Dolný Kubín (Mestský futbalový klub Dolný Kubín)

## Stadion
Domowe mecze klub rozgrywa na stadionie o nazwie Futbalový štadión MUDr. Ivana Chodáka, położonym w mieście Dolný Kubín. Stadion może pomieścić 5200 widzów.